# Рекіцеле-де-Сус
Рекіцеле-де-Сус (рум. Răchițele de Sus) — село у повіті Арджеш в Румунії. Входить до складу комуни Коку.
Село розташоване на відстані 125 км на північний захід від Бухареста, 17 км на захід від Пітешть, 92 км на північний схід від Крайови, 112 км на південний захід від Брашова.

## Населення
За даними перепису населення 2002 року у селі проживала 451 особа, усі — румуни. Усі жителі села рідною мовою назвали румунську.